# Маккатри, Энджел
Энджел Ладжуана Маккатри (англ. Angel Lajuane McCoughtry; род. 10 сентября 1986 года в Балтиморе, Мэриленд) — американская профессиональная баскетболистка, выступавшая в женской национальной баскетбольной ассоциации. Она была выбрана на драфте ВНБА 2009 года в первом раунде под общим первым номером клубом «Атланта Дрим». Играла на позиции лёгкого форварда. В 2009 году играла в финале Национальной ассоциации студенческого спорта (NCAA) в составе «Луисвилл Кардиналс».
В составе национальной сборной США она выиграла Панамериканские игры 2007 года в Бразилии, чемпионат мира 2010 года в Чехии, Олимпийские игры 2012 года в Лондоне, чемпионат мира 2014 года в Турции и Олимпийские игры 2016 года в Рио-де-Жанейро.

## Ранние годы
Энджел Ладжуана Маккатри родилась 10 сентября 1986 года в городе Балтимор (штат Мэриленд), в котором поначалу училась в Академии Святого Фрэнсиса, а после этого перебралась в город Ленуар (штат Северная Каролина), где уже посещала среднюю школу Паттерсон, в которых играла за местные баскетбольные команды.

## Студенческая карьера
В 2005 году Маккатри поступила в Луисвиллский университет, где в течение четырёх лет выступала за баскетбольную команду «Луисвилл Кардиналс», в которой она провела успешную карьеру под руководством знаменитого наставника Джеффа Уолза, забив в конечном итоге в 139 играх 2779 очков (20,0 в среднем за игру), совершив 1261 подбор (9,1) и сделав 481 перехват (3,5). При Маккатри «Луисвилл» ни разу не выигрывали ни регулярный чемпионат, ни турнир конференции Big East, однако постоянно выходили в плей-офф студенческого чемпионата США (2006-2009).
Самой успешной вехой её студенческой карьеры стал турнир 2008/2009 годов, в котором «Кардиналы» добрались до решающей игры чемпионата NCAA, став вице-чемпионами страны. 5 апреля 2009 года «Луисвилл Кардиналс» сперва в полуфинале в тяжелейшей борьбе сломили сопротивление команды Кортни Пэрис и Даниэллы Робинсон «Оклахома Сунерс» со счётом 61-59, в котором Энджел Маккатри стала лучшим по результативности игроком встречи, набрав 18 очков, совершив 11 подборов и сделав 5 перехватов, а затем в финальной игре, 7 апреля, по всем статьям уступили команде Тины Чарльз, Майи Мур и Рене Монтгомери «Коннектикут Хаскис» со счётом 54-76, в которой Маккатри стала лучшим по результативности игроком своей команды, набрав 23 очка, совершив 6 подборов и сделав 3 перехвата.
По завершении своей студенческой карьеры Маккатри установила сразу несколько рекордов конференции Big East по основным статистическим показателям: по количеству набранных очков, подборов и перехватов за карьеру, к тому же по количеству набранных очков и перехватов за сезон, а также по количеству набранных очков в отдельно взятой игре. В сезоне 2006/2007 годов была признана баскетболисткой года конференции Big East. 10 марта 2008 года Маккатри сыграла ключевую роль в четвертьфинальной игре турнира конференции Big East против сеянной под 2-м номером команды «Ратгерс Скарлет Найтс», в котором «Кардиналс», посеянные всего лишь под 7-м номером, в тяжелейшей борьбе переиграли более именитого соперника со счётом 57-56, сама же Энджел забила 20 очков. 11 декабря 2008 года в победном матче против команды «Хартфорд Хокс» (70-42) она записала себе в актив свой второй трипл-дабл и пятый в истории «Кардиналс», набрав 18 очков, 10 подборов и 10 перехватов, первый Энджи сделала в декабре 2007 года.

## Профессиональная карьера
В 2009 году она выставила свою кандидатуру на драфт ВНБА, на котором была выбрана под первым номером клубом «Атланта Дрим». Уже в своём дебютном сезоне Энджел была третьим по результативности игроком своей команды, набирая в среднем за матч по 12,8 очка, 3,1 подбора и 2,2 перехвата, за что по его итогам была признана новичком года, набрав втрое больше голосов, чем Деванна Боннер (30 против 9), а также была включена в сборную новичков ВНБА. При Маккатри «Атланта» сразу преобразилась, заняв второе место в Восточной конференции, но уступила в первом раунде плей-офф со счётом 0-2 действующему чемпиону ассоциации, клубу «Детройт Шок», а в дебютном для себя сезоне «Дрим» одержали всего 4 победы в 34 матчах регулярки, став худшей командой чемпионата.
В сезоне 2010 года Маккатри значительно улучшила свою результативность, набирая в среднем за игру по 21,1 очка и 4,9 подбора, а её клуб вновь пробился в игры навылет, заняв четвёртое место в Восточной конференции. Несмотря на то, что «Атланта» заняла столь низкий номер посева в плей-офф, в её стартовом составе в этом сезоне выступало ещё несколько заметных игроков, титулованная центровая Эрика де Соуза, звёздный тяжёлый форвард Санчо Литтл и атакующий защитник Изиане Кастро Маркес. «Дрим» в первом раунде без особых проблем обыграли клуб «Вашингтон Мистикс» со счётом 2-0, затем в полуфинале с таким же счётом — команду «Нью-Йорк Либерти», а в финальной серии до трёх побед легко уступили команде «Сиэтл Шторм» со счётом 0-3, а сама Маккатри по итогам плей-офф стала лучшим по результативности игроком своей команды, набрав в семи встречах 187 очков (по 26,7 в среднем за игру), совершив 38 подборов (5,4) и сделав 14 перехватов (2,0). Во втором матче финала Восточной конференции против «Либерти» (105:93) Маккатри установила рекорд ВНБА по количеству очков в отдельно взятой игре плей-офф, набрав 42 очка. В третьей игре финальной серии против «Шторм» (84:87) Энджел устроила невероятное представление, набрав рекордные на тот момент 35 очков в отдельно взятом матче финала ВНБА, однако это не помогло её команде, и титул выиграл «Сиэтл». Помимо того по итогам сезона она была включена во вторую сборную всех звёзд и первую сборную всех звёзд защиты ассоциации.
В следующем сезоне Маккатри ещё немного улучшила свою результативность до рекордных в своей карьере 21,6 очка в среднем за игру и 5,2 подбора, а её команда в третий раз кряду пробилась в игры нокаут-раунда, заняв третье место в Восточной конференции, одержав рекордные в своей истории 20 побед при 14 поражениях. По его итогам Маккатри впервые попала в первую сборную всех звёзд, а также впервые участвовала в матче всех звёзд ВНБА, в котором играла в стартовой пятёрке, набрав за 18 минут на площадке 8 очков и 10 подборов. «Дрим» в первом раунде без борьбы обыграли клуб «Коннектикут Сан» со счётом 2-0, затем в полуфинале с трудом выиграли у команды «Индиана Фивер» со счётом 2-1, а в финале легко проиграли клубу «Миннесота Линкс» со счётом 0-3, а сама Энджел по итогам плей-офф вновь стала лучшим по результативности игроком своей команды, набрав в восьми играх 185 очков (по 23,1 в среднем за игру), совершив 44 подбора (5,5) и сделав 24 перехвата (3,0). Во второй игре финальной серии против «Миннесоты» (95:101) Энджел стала автором ещё одного исторического спектакля, установив рекорды по количеству набранных очков в одной четверти (19) и отдельно взятом матче финала ВНБА (38), побив своё прошлогоднее достижение, однако это опять не помогло и чемпионство вновь досталось сопернику.
В сезоне 2012 года Маккатри приостановила свои выступления в ассоциации на неопределенный срок без указания причин, впрочем несмотря на это она стала не только самым результативным игроком чемпионата, набирая по 21,4 очка в среднем за игру, но и лидером по перехватам (2,50). К играм навылет она вернулась в команду, но на этот раз «Атланта» проиграла в первом раунде плей-фф со счётом 1-2 будущему победителю турнира, клубу «Индиана Фивер», а Энджел впервые в своей карьере не попала ни в одну из символических сборных чемпионата.
В следующем сезоне Маккатри вновь стала самым результативным игроком чемпионата, набирая по 21,5 очка в среднем за матч, а также сделала рекордные в своей карьере 89 перехватов (2,70 в среднем за игру), обогнав Тамику Кэтчингс (85), но этого не хватило для того, чтобы во второй раз стать лидером данной номинации, так как Тамика провела на три матча меньше, поэтому по среднему набору за игру оказалась лучшей (2,83). «Атланта» заняла второе место в своей конференции, одержав 17 побед при 17 поражениях, и в пятый раз подряд пробилась в плей-офф турнира. По его итогам Энджел была включена во вторую сборную всех звёзд и первую сборную всех звёзд защиты, а также принимала участие в своём втором матче всех звёзд, в котором за 21 минуту, проведённую на площадке, набрала 11 очков и совершила 8 подборов. Подопечные Фреда Уильямса в первом раунде плей-офф в упорной борьбе обыграли команду «Вашингтон Мистикс» со счётом 2-1, затем в полуфинале очень легко выиграли у «Индианы Фивер» со счётом 2-0, а в финале наступили на те же грабли, вновь уступив «Миннесоте Линкс» со счётом 0-3, а сама Энджел по итогам плей-офф опять же стала лучшим по результативности игроком своей команды, набрав в восьми играх 143 очка (по 17,9 в среднем за игру), совершив 29 подборов (3,6) и сделав 16 перехватов (2,0). На данный момент клуб «Атланта Дрим» является одним из главных неудачников женской НБА, уступив в трёх финальных сериях из трёх. По этому показателю она уступает лишь команде «Нью-Йорк Либерти», проигравшей четыре финала из четырёх возможных, впрочем «Либерти» выиграли хотя бы одну игру финала из восьми (1-7), а «Дрим» проиграли все три серии всухую (0-9). «Атланта» играла финальные серии до трёх побед одной из команд, а «Нью-Йорк» выступал в финалах на заре ассоциации, которые в основном проводились в сериях до двух побед, а первый финал вообще состоял из одной единственной встречи.
В сезоне 2014 года Маккатри впервые за последние четыре года набирала меньше двадцати очков в среднем за матч (18,5), а также во второй раз стала лидером по перехватам (2,39). «Атланта Дрим» впервые выиграла титул победителя регулярного чемпионата Восточной конференции, одержав 19 побед при 15 поражениях, и в шестой раз подряд пробилась в плей-офф турнира, помимо этого она стала единственной командой конференции, выигравшей больше 50% встреч сезона. По его итогам Энджел была включена во вторую сборную всех звёзд и первую сборную всех звёзд защиты, а также участвовала уже в третьем матче всех звёзд ВНБА, в котором за 24 минуты на паркете, набрала 13 очков и сделала 7 подборов. Однако несмотря на первый номер посева в плей-офф команда вылетела уже в первом раунде, уступив со счётом 1-2 клубу «Чикаго Скай», который дошёл до финала турнира, став единственной командой лиги, которая выходила в столь высокую стадию, имея в своём активе отрицательный баланс побед и поражений в регулярке (15-19).
Следующий сезон стал самым неудачным в карьере Энджи Маккатри, ибо «Атланта Дрим» впервые с ней в составе не пробились в плей-офф, а также имели в своём активе отрицательный баланс побед и поражений (15-19), заняв всего лишь пятое место в своей конференции, хотя Энджел вновь набирала в среднем за игру более двадцати очков (20,1), а также во второй раз была включена в первую сборную всех звёзд. В сезоне 2016 года «Атланта» вновь пробилась в игры постсезона, заняв четвёртое место в своей конференции (17-17), однако в межсезонье был изменён формат турнира плей-офф, по которому два лучших клуба регулярного чемпионата напрямую вышли в полуфинал, а остальные шесть команд разыграли между собой оставшиеся две путёвки, причём по новым правилам первые два раунда состояли всего из одной встречи. В первом раунде «Дрим» обыграли клуб «Сиэтл Шторм» со счётом 94:85, однако во втором уступили команде «Чикаго Скай» (98:108).

## Карьера в сборной США
Впервые Энджи Маккатри была приглашена на сборы основной национальной сборной США осенью 2009 года, на которых выбирались члены команды для участия в чемпионате мира 2010 года в Чехии и Олимпийских играх 2012 года в Лондоне. После окончания тренировочного лагеря команда США отправилась в Екатеринбург для того, чтобы принять участие в Международном пригласительном турнире, на котором Энджел была признана самым ценным его игроком и помогла американкам выиграть это соревнование. По его итогам она попала в расширенный список игроков для участия в двух ближайших основных международных турнирах.
В июне 2010 года Энджел была включена в окончательный состав сборной из двенадцати баскетболисток, которую возглавил в апреле прошлого года Джино Оримма, а впервые руководил ей в сентябре месяце в рамках подготовки к выступлению на чемпионате мира в Чехии. Многие члены команды не принимали в ней участия, так как играли в решающих матчах ВНБА, в первую очередь сама Маккатри, а также Сью Бёрд и Свин Кэш, которые добрались до финальной серии, поэтому полностью у сборной США был всего один день практики в полном составе перед отъездом в Остраву и Карловы Вары. Невзирая на ограниченную практику, американкам удалось уверенно выиграть свою первую игру у команды Греции с разницей в 26 очков (99:73). В дальнейшем сборная США продолжала доминировать на турнире, одержав в первых пяти играх победы с разницей, превышающей 20 баллов. В шестой игре команда Ориммы встречалась с непобедимой до тех пор сборной Австралии, которую переиграла в упорной борьбе с перевесом всего в восемь очков, хотя по ходу встречи вела с разницей в 24 очка (83:75). В первых играх плей-офф (четвертьфинале и полуфинале) подопечные Джино разгромили соперников с перевесом больше чем в 30 баллов, а в финале вышли на сборную хозяек турнира. После первой четверти американки имели всего пять очков форы, которые во второй четверти были сокращены до трёх баллов, но затем чешки посыпались и в итоге уступили с разницей в 20 очков (69:89), а Маккатри стала лучшим игроком матча, набрав 18 баллов. Звёзднополосатые выиграли золотые медали первенства, выиграв все матчи турнира, а команда Чехии довольствовалась серебром домашнего чемпионата. По итогам турнира Энджел стала вторым бомбардиром своей команды, забив 102 очка в девяти встречах (11,3 в среднем за игру), а также лучшей по перехватам, прервав 24 атаки соперника (2,67).
13 февраля 2012 года Маккатри была включена в предварительный состав сборной для участия в Олимпийских играх в Лондоне, а в июне попала в окончательный ростер команды. Звёзднополосатые с самого начала доминировали на турнире, одержав в пяти матчах групповой стадии победы с разницей, превышающей 20 очков. В четвертьфинале подопечные Ориммы разгромили национальную сборную Канады со счётом 91:48. Однако уже в полуфинальной встрече они встретили отчаянное сопротивление со стороны австралиек, которые после первой половины вели с перевесом в 4 балла (47:43), но после большого перерыва сборная США прибавила в обороне, в результате чего заслуженно победила 86:73. В финале же американки без особых проблем переиграли француженок со счётом 86:50. Энджел Маккатри вновь стала вторым бомбардиром своей команды на олимпийском турнире, набрав 87 очков в восьми матчах (10,9 в среднем за игру), а также лучшей по перехватам, прервав 20 атак соперника (2,50).
Через два года Маккатри в составе сборной США выступала на чемпионате мира в Турции. Американки без проблем прошли групповую стадию турнира, одержав три победы с общей разницей +126 и набрав в общей сложности 300 очков. По новому регламенту первенства победители групп пропускали первый раунд плей-офф (1/8 финала), а в четвертьфинале звёзднополосатые легко переиграли француженок со счётом 94:72. На следующей стадии в соперники подопечным Ориммы достались австралийки, которые составили ожесточённую конкуренцию главным фавориткам турнира, даже выиграв третью четверть, но всё-таки уступили 70:82. В решающем матче сборная США встречалась с испанками, без труда выиграв первую половину встречи с перевесом в 19 баллов. После большого перерыва соперницы отчаянно сопротивлялись, однако всё, что им удалось сделать, так это выиграть четвёртую четверть и немного сократить разницу в счёте, проиграв с достойным результатом (64:77). Энджел стала всего лишь восьмым по результативности игроком своей команды, набрав в шести матчах 39 очков (6,5 в среднем за игру).
Следующим крупным турниром в составе национальной сборной США для Маккатри стали Олимпийские игры в Рио-де-Жанейро. Звёзднополосатые с самого начала доминировали на турнире, одержав в пяти матчах групповой стадии победы с перевесом, превышающей 25 очков. На четвертьфинальной стадии подопечные Джино разгромили национальную сборную Японии со счётом 110:64. Самым упорным для американок стал полуфинал, в котором они встретили отчаянное сопротивление со стороны француженок. После первой половины матча сборная Франции проигрывала лишь 4 балла (36:40), впрочем затем провалила третью четверть, в которой набрала всего 8 очков, в результате чего уступила со счётом 86:67, хоть и выиграла последний отрезок встречи. В финале сборная США без всяких проблем сломила сопротивление испанок со счётом 101:72. Энджи стала всего пятым по результативности игроком своей команды, забив в восьми встречах 75 очков (9,4 в среднем за игру).

## Достижения
| - Новичок года женской НБА (2009) - Матч всех звёзд женской НБА (2011, 2013, 2014, 2015) - Олимпийская чемпионка (2012, 2016) - Победительница чемпионата мира (2010, 2014) - Чемпионка Панамериканских игр (2007) | - Чемпионка Евролиги (2017) - Серебряный призёр Евролиги (2013, 2014) - Чемпионка Турции (2012, 2013) - Серебряный призёр чемпионата Турции (2014) - Серебряный призёр чемпионата России (2017) |